# Winter-Asienspiele 2011
Die 7. Winter-Asienspiele waren eine multinationale Sportveranstaltung. Sie fand vom 30. Januar bis 6. Februar 2011 in Astana und Almaty statt. Es war das erste Mal, dass Kasachstan seit der Unabhängigkeit von der Sowjetunion eine Veranstaltung dieser Größenordnung durchführte.

## Teilnehmerländer
An den Winter-Asienspielen 2011 nahmen Sportler aus 26 Ländern teil. Erstmals vertreten waren Bahrain, Katar und Singapur. Hingegen waren Macau und Pakistan im Gegensatz zu 2007 nicht mehr vertreten.
Kuwait spielte aufgrund der Suspendierung seines Nationalen Olympischen Komitees durch das Internationale Olympische Komitee IOC als Athleten aus Kuwait unter der olympischen Flagge.
| - Afghanistan (1) - Bahrain (17) - Volksrepublik China (134) - Chinesisch Taipeh (32) - Hongkong (3) - Indien (11) - Iran (10) - Japan (102) - Jordanien (2) - Kasachstan (169) - Katar (4) - Kirgisistan (53) - Athleten aus Kuwait (21) | - Libanon (2) - Malaysia (22) - Mongolei (52) - Nepal (1) - Nordkorea (32) - Palästina (2) - Philippinen (3) - Singapur (1) - Südkorea (108) - Tadschikistan (2) - Thailand (25) - Vereinigte Arabische Emirate (25) - Usbekistan (8) |

## Sportarten
- Bandy (Ergebnisse)
- Biathlon (Ergebnisse)
- Eishockey (Ergebnisse)
- Eiskunstlauf (Ergebnisse)
- Eisschnelllauf (Ergebnisse)
- Freestyle-Skiing (Ergebnisse)
- Shorttrack (Ergebnisse)
- Ski Alpin (Ergebnisse)
- Skilanglauf (Ergebnisse)
- Skispringen (Ergebnisse)
- Ski-Orientierungslauf (Ergebnisse)

## Wettkampfanlagen

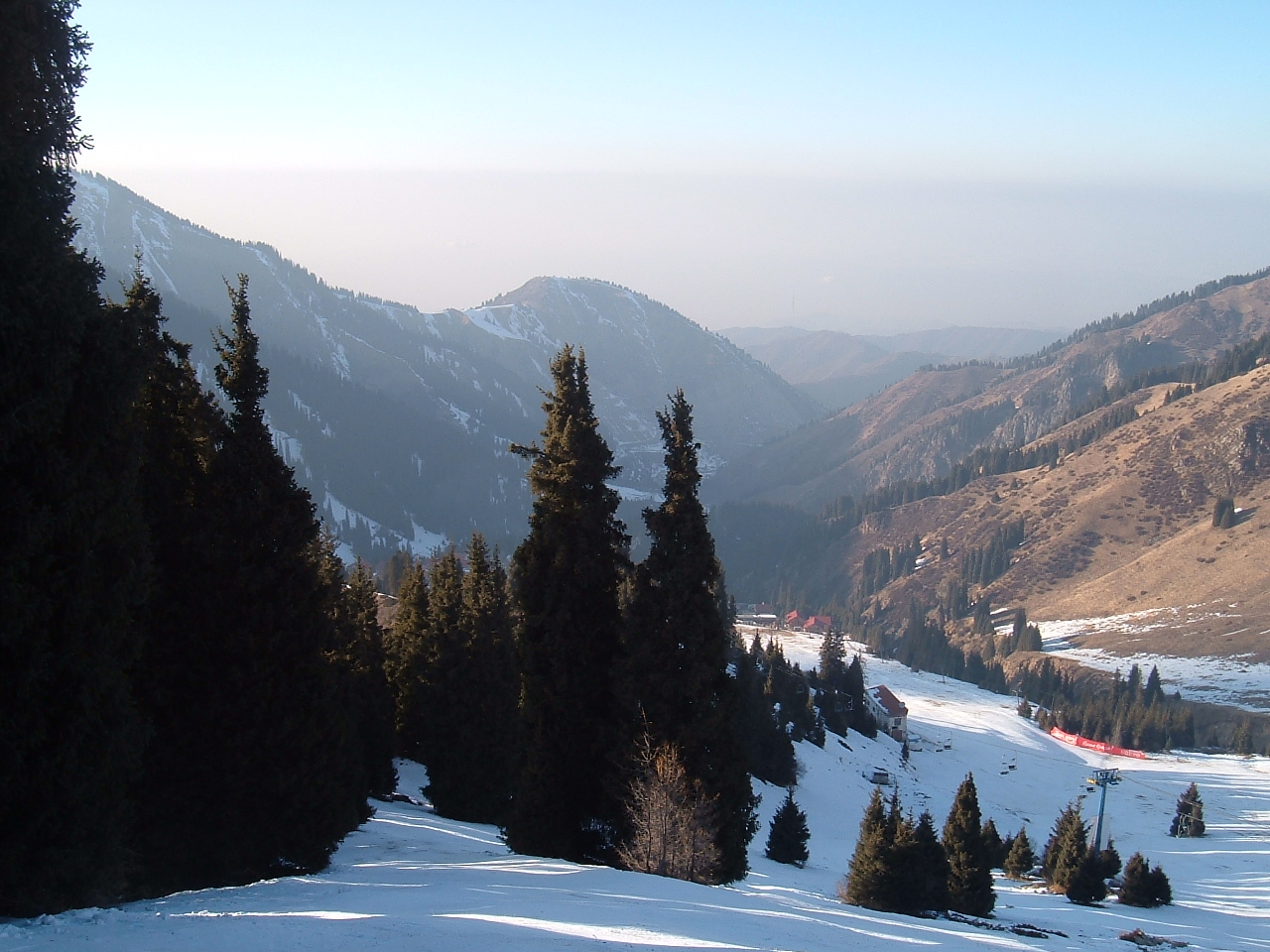
Shymbulak

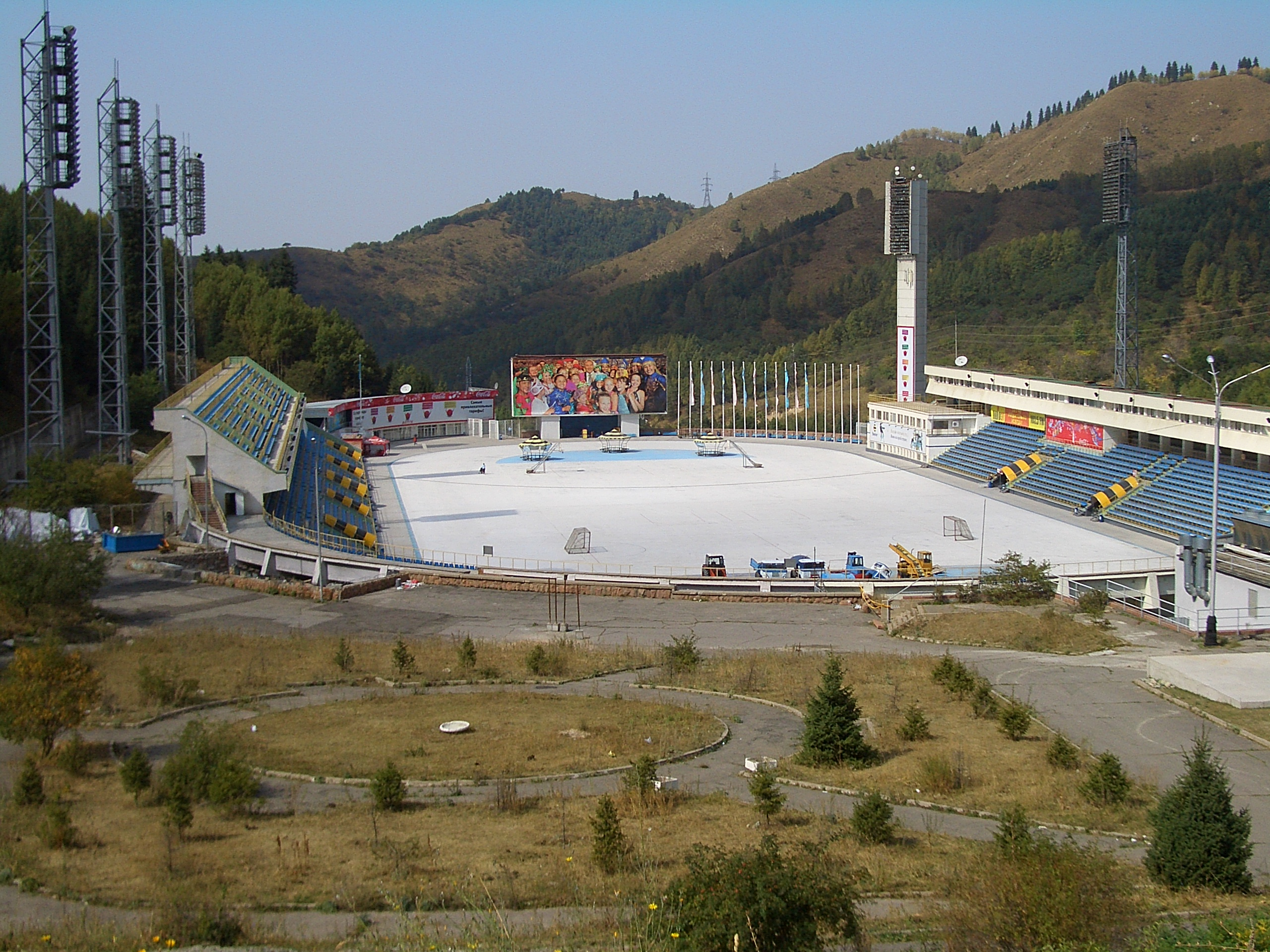
Medeo

| Ort    | Anlage                                | Sportart/Veranstaltung                       | Kapazität |
| ------ | ------------------------------------- | -------------------------------------------- | --------- |
| Astana | Astana Arena                          | Eröffnungsfeier                              | 30.000    |
| Astana | Eisschnelllauf-Stadion                | Eisschnelllauf                               | 8.773     |
| Astana | Sportpalast Kasachstan (Halle 1)      | Eishockey                                    | 5.050     |
| Astana | Sportpalast Kasachstan (Halle 2)      | Eishockey                                    | 1.200     |
| Astana | Sayarka Velodrom                      | Shorttrack, Eiskunstlauf                     | 8.000     |
| Almaty | Sport- und Kulturpalast Baluan Sholak | Schlussfeier, Eishockey                      | 5.000     |
| Almaty | Medeo                                 | Bandy                                        | 8.500     |
| Almaty | Gorney Gigant                         | Skispringen                                  | 9.500     |
| Almaty | Shymbulak                             | Ski Alpin                                    | 3.000     |
| Almaty | Biathlon- und Langlaufstadion         | Biathlon, Skilanglauf, Ski-Orientierungslauf | 6.200     |
| Almaty | Sport- und Freizeitkomplex Tabagan    | Freestyle-Skiing                             | 2.250     |

## Medaillenspiegel
| Rang | Land                | Gold | Silber | Bronze | Total |
| 1    | Kasachstan          | 32   | 21     | 17     | 70    |
| 2    | Japan               | 13   | 24     | 17     | 54    |
| 3    | Südkorea            | 13   | 12     | 13     | 38    |
| 4    | Volksrepublik China | 11   | 10     | 14     | 35    |
| 5    | Mongolei            | 0    | 01     | 04     | 05    |
| 6    | Iran                | 0    | 01     | 02     | 03    |
| 7    | Kirgisistan         | 0    | 0      | 01     | 01    |
|      | Nordkorea           | 0    | 0      | 01     | 01    |